# プラウダ (真実)
『プラウダ (真実) 』（Pravda、露語Правда、「真実」の意）は、ジャン＝リュック・ゴダール、ジャン＝アンリ・ロジェ、ポール・ビュロンら「ジガ・ヴェルトフ集団」の共同監督による、1969年製作のフランス・西ドイツ合作の映画である。チェコスロヴァキア（現チェコ）の首都プラハで3月に撮影した。

## 概要
「ジガ・ヴェルトフ集団」（1968年 - 1972年）の第三作である。前作『ブリティッシュ・サウンズ』を完成させた1969年3月、ゴダールらはプラハに飛んだ。「プラハの春」と呼ばれた1968年、同6月27日の『二千語宣言』、同8月20日深夜、ソ連による軍事介入とその失敗、1969年1月1日のチェコとスロヴァキアの連邦制による「チェコスロヴァキア社会主義連邦共和国」成立の流れのなかで、同4月に終わりを告げる、まさにその直前のプラハである。
そこで「ジガ・ヴェルトフ集団」は、『ひなぎく』（1966年）を監督した「チェコ・ヌーヴェルヴァーグ」の女性監督ヴェラ・ヒティロヴァを直撃した。ゴダールはヒティロヴァを批判し、「あなたはザナックでありパラマウントではないか」と問う。彼女は答える。「アーサー・ペンとアントニオーニのようなものです」。同席した同じくプラハの映画監督イヴァン・パッセルがゴダールに対し「あなたこそプチブル的だ」と反駁するという一幕もある。パッセルは同年、アメリカに亡命する。その直前のプラハでの貴重な映像である。
クロード・ネジャールは1940年生まれの若手プロデューサーで、ルネ・アリオ監督の長篇第一作『La Vieille dame indigne』（1965年）で25歳にしてプロデューサーになり、フィリップ・ガレル監督の中篇『現像液 Le Révélateur』（1968年）などを経て、本作は4作目となる。その後ルイ・マル監督の『好奇心』（1971年）では製作とともにマルと共同で脚本も手がけた。パッセルは、アメリカ亡命後は英語読みの「アイヴァン・パサー」として、ジョージ・シーガル主演の『生き残るヤツ』（1971年）やピーター・オトゥール主演の『クリエイター』（1985年）などの監督作を手がけ、現在も活躍中である。
「プラウダ Правда」とは、ロシア語で「真実」を意味すると同時にソ連共産党の機関紙の名であり、同集団が名を冠したソ連の映画監督ジガ・ヴェルトフの短篇シリーズ『キノ・プラウダ』（1922年 - 1925年）にも由来している。同集団が追求するドキュメンタリーの手法「シネマ・ヴェリテ」とは「キノ・プラウダ Киноправда」の直訳である。ゴダールと「ジガ・ヴェルトフ集団」は、本作で、アメリカ帝国主義とソ連のスターリニズムとの関係における「真実」を「1969年のプラハ」に見出そうとしたのである。
日本では、フランス映画社の配給と大島渚や佐々木守らの「創造社」（1961年 - 1972年）の共催による「ゴダール・マニフェスト」のシリーズで、1971年11月3日、東京・新宿の「蠍座」で『ブリティッシュ・サウンズ』とともに公開された。チェコでは2001年の「イフラヴァ国際ドキュメンタリー映画祭」で上映されている。

## 構成
基調は、チェコスロヴァキアの日常生活がモンタージュされ、「ウラジミール」という男と「ローザ」という女のナレーションでその分析が行われる。
- 具体的状況

日常のさまざまなシーンを短い断片的なショットでつないでみせる。
- 具体的状況の具体的分析

おなじショットを、学生、カードル、農民、兵士プロレタリア、ソ連などの項目に対応して長めに再現する。映画監督ヴェラ・ヒティロヴァとの対話。経済主義（労働組合主義）、スターリン主義、官僚主義、西欧主義（対義語は汎スラヴ主義）や修正主義の具体的問題点を分析する。
- 新たな具体的状況

プラハの中心から郊外へと走る赤い市電のクローズアップなどを提示しながら、間違った「映像」へのマルクス・レーニン主義の「音響」による修正の方法を示す。
- 正しい思想

階級闘争、生産闘争、科学実験の社会的実践と闘争の呼びかけ。

## 作品データ
カラー作品（16 mm） / 上映時間 58分 / 上映サイズ1:1.37（スタンダード・サイズ）

## スタッフ
- 監督　ジガ・ヴェルトフ集団（ジャン＝リュック・ゴダール、ジャン＝アンリ・ロジェ、ポール・ブーロン）
- 脚本　ジガ・ヴェルトフ集団
- 撮影　ジガ・ヴェルトフ集団
- 録音　ジガ・ヴェルトフ集団
- 編集　ジガ・ヴェルトフ集団
- 出演　ヴェラ・ヒティロヴァ、イヴァン・パッセル、ジャン＝リュック・ゴダール（ナレーション）
- 製作　クロード・ネジャール
- 製作会社　欧州映画ラジオテレビ放送センター（C.E.C.R.T.、パリ）

## 註
1. ↑  仏語版Wikipediaのページには「4月」とある。IMDb、『ゴダールの神話』（雑誌「現代思想」臨時増刊号、青土社、1995年10月20日 ISBN 4791719921）のp.174から始まる山田宏一『ゴダールの決別』をはじめ、あらゆる文献には「3月」とある。ここでは後者に従った。
2. ↑  このネーミングについては『ウラジミールとローザ』のページを参照。「ウラジミール」の声は同作に引き続きゴダールだが、「ローザ」の声はアンヌ・ヴィアゼムスキー説あり。